# Disney Channel (Nhật Bản)
Disney Channel (ディズニーチャンネル Dizunīchan'neru) là một kênh truyền hình trả phí dành cho thiếu nhi, đồng thời phát sóng các chương trình giải trí tại Nhật Bản, thuộc sở hữu và điều hành bởi The Walt Disney Company Japan. Kênh là một phần của mạng lưới Disney Branded Television, công ty con của Disney International Operations.

## Chương trình
Disney Channel Japan phát sóng các chương trình của Mỹ, Nhật Bản, Anh, và Canada. Disney Channel mở rộng đến châu Á vào năm 1996 và phát sóng tại Hong Kong, Singapore, Malaysia, Indonesia và Philippines với nguồn cấp dữ liệu trực tiếp từ New York và London kể từ khi phát sóng đầu tiên vào năm 1995.

## Phim ảnh
Disney Channel Japan phát sóng các bộ phim lúc 8 giờ tối ngày thứ Sáu, thứ Bảy, Chủ Nhật, lúc 10 giờ tối từ thứ Hai đến thứ Năm, và vào cuối tuần lúc 2 giờ chiều.